# Torczyn (obwód winnicki)
Torczyn (ukr. Торчин) – wieś na Ukrainie, w obwodzie winnickim, w rejonie chmielnickim, w żdaniwskiej wiejskiej hromadzie. W 2001 liczyła 324 mieszkańców, spośród których 319 wskazało jako ojczysty język ukraiński, a 5 rosyjski.